# Edificio en Circunvalación Durango
Das Edificio en Circunvalación Durango (Gebäude am Durango-Ring) ist ein Bauwerk in der uruguayischen Landeshauptstadt Montevideo.
Das um 1930 errichtete Gebäude befindet sich in der Ciudad Vieja an der Circunvalación Durango 1374–1380 zwischen den Straßen Rincón und Alzáibar. Es beherbergt derzeit (Stand: 2011) neben Büroräumlichkeiten. Angaben über den Architekten sind nicht vorhanden. In den Jahren 1990 bis 1991, nach anderen Angaben 1993, fanden unter Leitung des Architekten Carlos Ott Wiederherstellungs-/Umbauarbeiten statt. Das 16 Meter hohe, fünfstöckige Bauwerk umfasst eine Grundfläche von 297 m².